# María Pilar García Delgado
María Pilar García Delgado (València, 19 de maig de 1970) és una esportista i entrenadora valenciana.
De família d'esportistes, el seu pare Enrique García Arias , gran mestre del Club d'Esgrima Mediterrani (CEME) i a més d'ella mateixa els seus germans - dos van ser olímpics. Va ser poc a poc que el seu pare la va introduir en el món de l'esgrima. Guarda bons records d'algunes competicions com els dels Jocs del Mediterrani en Almería, del Mundil de Essen -Alemanya- en espasa i Universiada de Sheffield li va deixar un bon record.
Eren anys complexos per a l'esgrima femenina. L'emprenta de Pilar Garcia Delgado en l'esgrima ha sigut important. ha sigut un model en l'esport i com entrenadora s'ha dedicat a fer-ho des dels valors de la correcció en la competició i la honestedad i respecte amb els principis de l'esgrima.

## Palmarés

#### Individual
- Set vegades campiona d'Espanya sènior individual.

#### Equips
- quatre vegades campiona d'Espanya per equips.
- Mundialista: Lió 1990, Budapest 1991, Essen 1993 i Moscou 2015
- Tiradora: Campionats d'Europa a Montreaux 2015 Jocs Mediterranis: 9a a Llenguadoc-Rosselló (França) i a Almeria 2005